# Konferenz für Geschichtsdidaktik
Die Konferenz für Geschichtsdidaktik e. V. (KGD) ist der wissenschaftliche Fachverband der Geschichtsdidaktiker Deutschlands. Die Gründung des Verbandes geht auf den Beginn der 1970er Jahre und eine Initiative Walter Fürnrohrs (Erlangen-Nürnberg) zurück. In der Rechtsform eines eingetragenen Vereins konstituierte sich der Verband 1995. Er ist als gemeinnützig anerkannt.

## Zweck und Tätigkeit des Verbandes
Der Zweck der KGD ist laut Satzung die Förderung der wissenschaftlichen Entwicklung der Disziplin Didaktik der Geschichte. Diese richtet sich auf die Bedingungen geschichtsbezogenen Lernens generell, die Qualifikationen geschichtsbezogenen Denkens in Schule wie in Erwachsenenbildung und das kulturell und politisch wirksame gesellschaftliche Bewusstsein von Geschichte (Geschichtskultur).
Die KGD nimmt Stellung zu Fragen des Studiums der Geschichte sowie zu Fragen des historischen Unterrichts in Schule und Erwachsenenbildung, fördert den Informationsaustausch zwischen den Mitgliedern. Sie hält und gestaltet Kontakte zu den Verbänden der Historiker Deutschlands, der Geschichtslehrer Deutschlands, der Internationalen Gesellschaft für Geschichtsdidaktik, den für Unterricht und Lehrerausbildung zuständigen Ministerien sowie den staatlichen und freien Institutionen der Wissenschaftsförderung und der historischen wie politischen Bildung.
Die Konferenz für Geschichtsdidaktik veranstaltet seit 1973 regelmäßig Zweijahrestagungen (zuletzt in Berlin 2017, Aachen 2015, Göttingen 2013) und seit dem Jahre 2001 ebenfalls etwa alle zwei Jahre Nachwuchstagungen.
Darüber hinaus trägt die KGD die Herausgabe der Zeitschrift für Geschichtsdidaktik (Vandenhoeck & Ruprecht, seit 2008 peer reviewed) und der Beihefte zur Zeitschrift für Geschichtsdidaktik (seit 2010) sowie der Reihe Schriften zur Geschichtsdidaktik, die seit 1994 in 27 Bänden erschienen ist (seit 2002 im Schulz-Kirchner Verlag).
Im Rahmen der KGD haben sich eine Reihe von Arbeitsgruppen auf Länderebene und Arbeitskreisen gebildet, die den Zweck des Fachverbandes themen- und regionenspezifisch befördern.
Der Verband hat 348 persönliche und korporative Mitglieder (Stand: 2017). An der Spitze der KGD steht ein fünfköpfiger Vorstand. Gründungsvorsitzender der KGD als rechtsfähiger Verein im Jahre 1995 war Uwe Uffelmann (Pädagogische Hochschule Heidelberg). Seit 2024 ist Sebastian Barsch (Universität zu Köln) Vorsitzender des Verbandes.

## Vorsitzende des Verbandes
- 1973–1975: Walter Fürnrohr
- 1975–1979: Hans Georg Kirchhoff
- 1979–1983: Wilhelm van Kampen
- 1983–1985: Hans Georg Kirchhoff
- 1985–1989: Gerhard Schneider
- 1989–1999: Uwe Uffelmann
- 1999–2007: Bernd Schönemann
- 2007–2011: Susanne Popp
- 2011–2015: Michael Sauer
- 2015–2019: Thomas Sandkühler
- 2019–2024: Michele Barricelli
- seit 2024: Sebastian Barsch